# عبادة البطالمة للإسكندر الأكبر

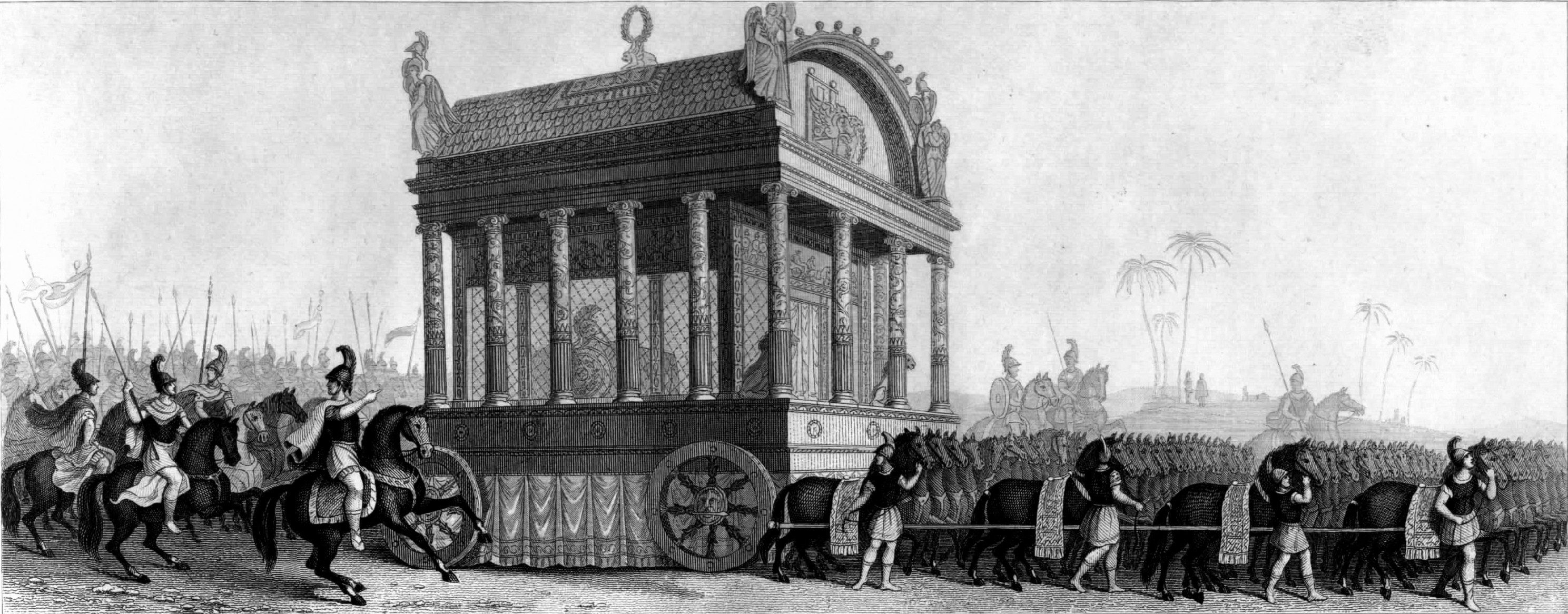
نموذج من منتصف القرن التاسع عشر لموكب جنازة الإسكندر بناءً على وصف ديودوروس.

عبادة البطالمة للإسكندر الأكبر كانت عبادة إمبريالية في مصر القديمة خلال العصر الهلنستي (323-31 قبل الميلاد) روجت لها سلالة البطالمة. ماهية هذه العبادة هي عبادة الملك الفاتح الإسكندر الأكبر، والتي أدت في نهاية المطاف إلى عبادة البطالمة في حد ذاتهم. الكاهن الرئيسي للمملكة البطلمية كان كذلك الكاهن الرئيسي لهذه العبادة.

## الخلفية
بعد وفاة الإسكندر الأكبر عام 323 قبل الميلاد انهارت إمبراطوريته في حروب ملوك طائف الإسكندر. أحد هؤلاء الملوك هو بطليموس ابن لاغوس، الذي استولى على حكم مصر وحكمها بين عامي 282 و232 قبل الميلاد وسمي بطليموس الأول وأتخذ مصر مركزًا لطموحاته الإمبراطورية. ساهم في إثبات شرعية حكمه من خلال الاعتمد، مثله مثل ملوك طوائف الإسكندر الآخرين، ليس فقط على حق الفتح، بل أيضًا على الخلافة الشرعية المفترضة للإسكندر. صور بطليموس الأول نفسه على أنه أقرب أصدقاء الإسكندر في عمله التاريخي، كما أنه سلب جثته في عام 321 قبل الميلاد بينما كان موكب جنازة الإسكندر في طريقه من بابل إلى مقدونيا ونقله إلى العاصمة المصرية منف، مما كان مفيدًا بشكل خاص في مصر، حيث رُحِّب بالإسكندر محررًا لها من الإمبراطورية الأخمينية الفارسية ونُصِّب الإسكندر فرعون وابن الإله آمون. كما أن الإسكندر وضع أسس مدينة الإسكندرية أثناء إقامته في مصر، التي أصبحت المستعمرة اليونانية الرئيسية وعاصمة البلاد.
تنتمي سلالة البطالمة إلى العنصر الهيليني، وهم المقدونيون والأشخاص من دول المدن اليونانية. في المملكة البطلمية الجديدة شكل هذا العنصر الطبقة الحاكمة التي خلفت الفراعنة المصريين الأصليين. اتخاذ الحاكم إلاهًا كان نظام يمارس منذ فترة طويلة في مصر والدول الشرقية الأخرى، إلا أنه لم يمارس في العالم اليوناني. مدفوعًا بغزواته غير المسبوقة طالب الإسكندر في العام الأخير من حياته أن حتى رعاياه اليونانيين يعاملوه كإله حي. قُبِل هذا على مضض في بعض الأحيان أو رفض كليًا في أحيان أخرى من قبل المدن اليونانية، ولكن تأسيس الإسكندر الغزير للمدن ضمّن له مكانة إلهية هناك، لأن المدن اليونانية عامًا اتخذت مؤسسها إلاهًا لها. عندما تولى بطليموس مصر قام بدمج إرث الإسكندر إلى دعايته لدعم مزاعم سلالته. في إطار هذه الجهود رُفع الإسكندر من مرتبة الإله الراعي البسيط للإسكندرية إلى مرتبة إله الدولة للسكان اليونانيين في الإمبراطورية البطلمية بأكملها، حتى خارج حدود مصر.

### كتب ودوريات
- Otto، Walter (1908). Priester und Tempel im hellenistischen Aegypten. Leipzig: B.G. Teubner. اطلع عليه بتاريخ 2022-03-15.
- Lily Ross Taylor (1927). "The cult of Alexander in Alexandria". Classical Philology. The University of Chicago Press. ج. 22 ع. 2: 162–169. مؤرشف من الأصل في 2022-03-16. اطلع عليه بتاريخ 2022-03-15.
- T. C. Skeat؛ S. R. K. Glanville (1954). "Eponymous Priesthoods of Alexandria from 211 B.C." The Journal of Egyptian Archaeology. The University of Chicago Press. ج. 40: 45–58. مؤرشف من الأصل في 2022-03-16. اطلع عليه بتاريخ 2022-03-15.
- J. Ijsewijn (1961). De sacerdotibus sacerdotiisque Alexandri Magni et Lagidarum eponymis. Brussels. OCLC:3747093.{{استشهاد بكتاب}}:  صيانة الاستشهاد: مكان بدون ناشر (link)
- L. Koenen (1970). "Kleopatra III. Als Priesterin des Alexanderkultes (P. Colon. inv. nr. 5063)". Zeitschrift für Papyrologie und Epigraphik. Dr. Rudolf Habelt GmbH. ج. 5: 61–84. مؤرشف من الأصل في 2022-03-16. اطلع عليه بتاريخ 2022-03-15.
- W. Clarysse؛ G. van der Veken (1983). The Eponymous Priests of Ptolemaic Egypt. Leiden: Brill. ISBN:90-04-06879-1. مؤرشف من الأصل في 2022-10-23. اطلع عليه بتاريخ 2022-03-15.

### هوامش
1. ↑  حسين عبد البصير (2022). أسرار الملوك والملكات في مصر القديمة. دار دوِّن. ص. 269. مؤرشف من الأصل في 2022-03-16. اطلع عليه بتاريخ 2022-03-15.